# Korkeasaari (ö i Finland, Södra Savolax, Nyslott, lat 61,73, long 28,25)
Korkeasaari är en ö i Finland. Den ligger i sjön Pihlajavesi och i kommunen Sulkava i den ekonomiska regionen  Nyslotts ekonomiska region  och landskapet Södra Savolax, i den södra delen av landet, 250 km nordost om huvudstaden Helsingfors. Öns area är 1,2 hektar och dess största längd är 160 meter i nord-sydlig riktning.